# With the Wind
With the Wind (Originaltitel Le vent tourne) ist ein schweizerisch-französisches Filmdrama aus dem Jahr 2018. Regie führte Bettina Oberli, die auch zusammen mit Antoine Jaccoud das Drehbuch schrieb. Die deutsche Version des Films wurde ebenfalls unter dem französischen Originaltitel Le vent tourne auf DVD veröffentlicht.

## Handlung
Pauline und Alex leben als Paar auf einem abgelegenen Bauernhof im Schweizer Jura. Sie legen beide Wert auf Unabhängigkeit und eine naturnahe Lebensweise, halten Kühe, Ziegen und Schweine, und sie bauen Gemüse und Salat an, um sich selber versorgen zu können.
Alex will auch eigenen Strom produzieren und deshalb auf dem Land des Hofs eine Windturbine erstellen lassen. Um deren Bau zu leiten, kommt der Ingenieur Samuel auf den Hof. Bei seiner Ankunft fährt er unbeabsichtigt ein junges Schwein an. Es ist so schwer verletzt, dass Paulines Schwester Mara, die Tierärztin ist, es nicht mehr retten kann. Samuel kann während der Bauarbeiten auf dem Hof wohnen und wird im Dachgeschoss eines Nebengebäudes untergebracht. Pauline beobachtet ihn interessiert bei seiner Arbeit.
Ein Bus bringt Jugendliche aus der Gegend von Tschernobyl in den Jura. Sie sollen den Sommer an verschiedenen Orten in der Schweiz verbringen. Die sechzehnjährige Galina bleibt auf dem Hof von Pauline und Alex und wird von ihnen freundlich aufgenommen. Sie hat zu viel Cäsium im Körper und muss verschiedene Medikamente einnehmen.
Pauline und Samuel unternehmen mit Galina einen Ausflug zur Felsenarena des Creux du Van. Leider herrscht stockdichter Nebel, sodass sie kaum zwei Schritte weit sehen und das Naturpanorama nicht genießen können. Samuel ergreift von hinten Paulines Hand und verschränkt seine Finger mit den ihren. Pauline entzieht ihm ihre Hand nicht. Danach kann sie Samuel und Galina nicht mehr sehen und ruft mehrmals, zunehmend verzweifelt, nach ihnen, weil sie befürchtet, sie könnten über die Felswand in die Tiefe stürzen. Schließlich finden die drei einander wieder.
Eines Abends fahren Pauline und Galina zusammen in die Disco und genießen den Abend. Da Pauline einiges getrunken hat, steuert Galina das Auto auf der Heimfahrt. Sie fragt Pauline, ob sie sich verliebt habe. Pauline antwortet, sie seien seit fünfzehn Jahren zusammen. Galina erwidert, sie meine nicht Alex. Pauline weicht aus und meint, es sei kompliziert. Galina widerspricht ihr, es sei einfach, ja oder nein. Zu Hause angekommen, behauptet Pauline, sie wolle noch nach den Tieren sehen. In Wirklichkeit begibt sie sich zu Samuel, und sie umarmen einander leidenschaftlich.
Die Elemente für den Mast und der Rotor für das Windrad werden geliefert. Zunächst wird ein Betonfundament gegossen. Später wird der Mast aufgerichtet, im Betonfundament verschraubt, und der dreiblättrige Rotor wird oben auf den Mast gesetzt. Samuel installiert die Schaltelemente und die elektrischen Verbindungen im Steuerungskasten. Mit einer Feier im Kreis von Familie und Freunden wird das Windrad eingeweiht. Alex schaltet es ein, es beginnt sich zu drehen und liefert nun Strom für den Hof von Pauline und Alex. Samuels Arbeit ist abgeschlossen, und er verlässt den Hof.
Pauline kann sich mit seinem Weggang nicht abfinden. Eines Nachts geht sie im Schutz der Dunkelheit zum Windrad, öffnet den Steuerungskasten und schlägt in blinder Wut auf die darin installierten Elemente ein. Sie tut dies solange, bis wesentliche Teile massiv beschädigt sind und das Windrad abstellt. Am nächsten Tag besieht sich Alex den Schaden und kommt zum Schluss, es handle sich um Sabotage. Im Stall gibt es auch Probleme: Eine Kuh ist krank, und ihr Kalb wird tot geboren.
Samuel wird erneut aufgeboten, um den Schaden zu beheben, und bezieht wieder die Dachkammer im Nebengebäude. Als Pauline ihn dort aufsuchen will und die beiden sich umarmen und küssen, werden sie von Alex überrascht. Er erklärt Samuel, er nehme besser ein Zimmer im Hotel des nahe gelegenen Dorfes, und Samuel stimmt ihm zu. Er braucht mehrere Tage, um die Windturbine wieder zum Laufen zu bringen, muss auch Ersatzteile bestellen. Pauline geht nachts mehr als einmal zu ihm in sein Hotel und verbringt die Nacht mit ihm.
Am Ende des Sommers wird Galina mit dem Bus wieder abgeholt und kehrt mit den anderen Jugendlichen in die Gegend von Tschornobyl zurück. Die Leiterin des Transports freut sich über ihr gesundes Aussehen. Galina verabschiedet sich herzlich von Pauline, Alex und Samuel.
Als Pauline eines Morgens zu Fuss vom Dorf zu ihrem Hof zurückkehrt, wird sie von Sanitätsfahrzeugen überholt. Beunruhigt beschleunigt sie ihre Schritte. Als sie auf ihrem Hof ankommt, ist die Entseuchungsaktion in vollem Gang: Der Zugang zum Stall ist abgesperrt, überall sind Männer in Schutzanzügen und mit Gesichtsmasken an der Arbeit. Alex sagt zu ihr: „Sie haben meine Tiere getötet.“ Pauline legt sich weinend auf den gereinigten und desinfizierten Stallboden. Ihre Schwester Mara nimmt sie in die Arme und erklärt ihr, gegen dieses Virus könne niemand etwas ausrichten, es gebe nicht einmal eine Impfung dagegen.
Alex will trotz des massiven Verlusts nicht aufgeben. Er erläutert Pauline, er wolle die Wiese umgraben, möglicherweise Getreide anbauen, Grauhalsziegen und Wollschweine halten. Pauline bestärkt ihn in seinen Absichten und meint, er werde es schaffen. Sie will den Hof, der ihrer Familie gehört, auf ihn überschreiben lassen. Damit ist für Alex klar, dass sie ihn verlassen will. Er fragt sie, ob sie mit Samuel zusammen weggehe. Sie antwortet: „Nein, allein.“ Am Ende des Films steht Pauline allein oben auf dem steil abfallenden Creux du Van, diesmal bei völlig klarer Sicht, und bewundert das spektakuläre Panorama.

## Hintergrund
Die DVD bietet sowohl die französische Originalversion als auch die deutsch synchronisierte Fassung. In beiden Sprachversionen gibt es ab und zu kurze Passagen, in denen Galina und Samuel Russisch sprechen und die mit französischen bzw. mit deutschen Untertiteln versehen sind.
Kinostart in der Schweiz war am 19. September 2018, in Frankreich am 26. September 2018.

## Kritik
„Eine Frau bewirtschaftet mit ihrem Mann einen abgelegenen Bauernhof im Schweizer Jura. Um ihrem Ziel, autark und nachhaltig zu leben, noch näher zu kommen, wollen die beiden ein Windrad auf dem Gelände installieren lassen. Die Ankunft des Ingenieurs, der das erledigen soll, sorgt allerdings auf eine Weise für frischen Wind, die die Paarbeziehung und das Lebenskonzept der Farmer erschüttert. Die Geschichte einer Dreiecksbeziehung im malerischen Bergpanorama wird verbunden mit einem Drama ums Scheitern eines vermeintlichen Idylls am Einbruch der Außenwelt. Trotz einer guten Hauptdarstellerin droht die etwas aufdringliche symbolische Überfrachtung allerdings die Vitalität des Films zu drosseln.“